# Социальная философия

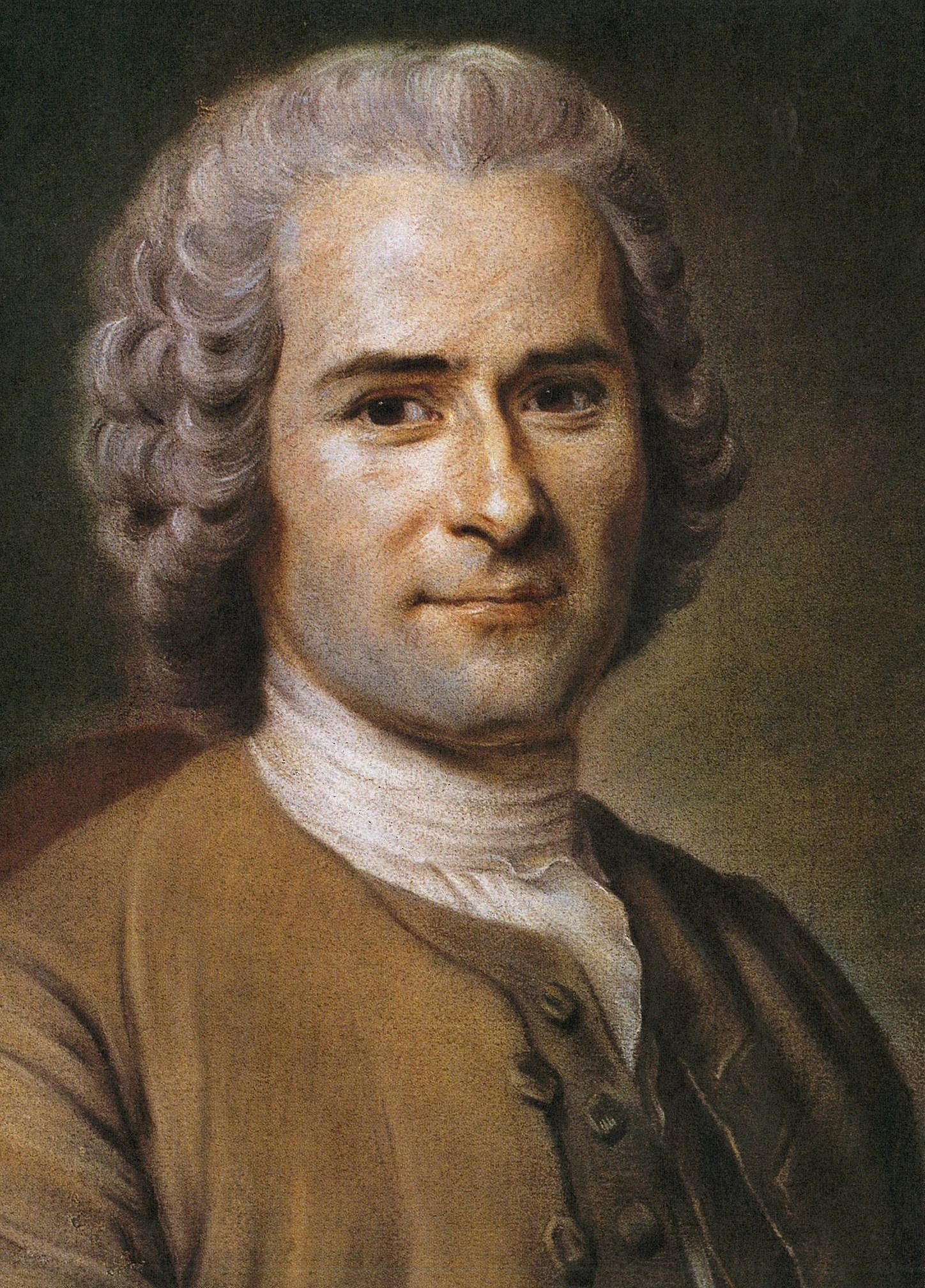
Жан-Жак Руссо (1712—1778)

Социа́льная филосо́фия — раздел философии, призванный ответить на вопрос о том, что есть общество и какое место занимает в нём человек.
Социальная философия в этом понимании сближается с теоретической социологией. Различие заключается прежде всего в том, что социология занимается анализом общества и выявлением закономерностей в его существовании, в то время как философия выполняет критическую функцию. Социальная проблематика в философии восходит к античной традиции и прежде всего к текстам Платона («Государство») и Аристотеля («Политика»). Создателем социальной философии как науки указывают Ж. Ж. Руссо, в чьем труде «О происхождении и причинах неравенства» та «уже появляется, хотя и в спорадической, непоследовательной, полурационально-полуобразной форме», — отмечает профессор МГУ Азат Рахманов. Согласно ему же, линию развития социальной философии как науки в конце XVIII и начале XIX века продолжали Ф. Кенэ, А. Р. Ж. Тюрго, А. Смит, Д. Рикардо, Г. В. Ф. Гегель.
С другой стороны, социальная философия (со стороны, в первую очередь, коммуникативной «парадигмы» критической социальной теории начиная, как минимум, с Ю. Хабермаса) понимается не как раздел философии, областью исследования которой является общество и «социальное», но как полноценная, «полная» философия — это не только философия о социальном, но и философия из социального.
Среди наиболее влиятельных философских и социологических концепций общества можно отметить марксизм (Маркс, Энгельс) и неомарксизм (Георг Лукач), либеральную теорию (фон Мизес, Хайек), теорию массового общества (Ортега-и-Гассет), теорию менеджериального общества (Бернхем), теорию тоталитарного общества (Юнгер, Арендт, Мангейм), теорию развитого индустриального общества Франкфуртской школы (Хоркхаймер и Адорно, Маркузе), теорию постиндустриального общества и информационного общества (Белл, Тоффлер), теорию общества «позднего модерна» (Гидденс) и теорию имперского глобализма (Хардт и Негри).
Энгельс полагал, что если «сен-симонизм может быть назван только социальной поэзией», то в произведениях Фурье встречается именно социальная философия.
Н. С. Розов отмечал, что до 1970-х годов частью социальной философии оставалась макросоциология.